# نايا
نايا وهي مغنية عربية لبنانية ولدت في 11 أبريل 1988 بدأت الغناء في سنة 2009 وهي متعاقدة حاليا مع شركة ميلودي. شاركت في برنامج «الرقص مع النجوم» الجزء الأول وكانت هي الفائزة فيه. كما قدمت أغنية غيرة التي هي سبب نجاحها في الوطن العربي. أغنية بتمنى والعديد من الأغاني.